# Ring Ármin
Ring Ármin (Németbogsán, Krassó megye, 1850. március 31. – Budapest, 1888. március 3.) bölcseleti doktor, főreáliskolai tanár.

## Élete
Gimnáziumi tanulmányait Lugoson és Szegeden végezte. 1868-tól 1871-ig a bécsi egyetemet látogatta. 1873-ban a budapesti egyetem vegytani intézetének ösztöndíjas növendéke volt. 1875. október 18-án bölcseleti doktorrá avatták a budapesti egyetemen, 1875-től 1877-ig az egyetem vegytani tanszékének tanársegéde volt. 1876. december 5-én Budapesten nyert tanári képesítést a vegytan- és természetrajzból. 1877. június 28-án a budapesti VIII. kerületi községi főreáliskolához rendes tanárnak választották; 1879-től egyszersmind a József-műegyetem magántanára volt.
Cikkei a Természettudományi Közlönyben (1879. A chlor elemiségének kérdéséhez, 1882. Ásványgyapot, Uj elemek, A víz-molekulák és hidrogén-atomok absolut súlya, 1883. A világító kőről és festékről, 1884. Magyarnyelvű kisérleti és elemző chemiák); a Vasárnapi Ujságban (1880. Mérgek a régieknél); a budapesti VIII. kerületi főreáliskola Értesítőjében (1882. Uj elemek).

## Munkái
- A methylaether vízre vonatkozó elnyelési tényezői. A bölcs.-tudori fok elnyerése végett a budapesti tudományegyetem bölcsészeti karához benyujtotta. Bpest, 1875.
- A minőleges elemzés alapvonalai felsőbb tanintézetek használatára. Uo. 1879.
- Bevezetés a mennyileges vegyelemzés módszereibe. Felsőbb tanintézetek számára, valamint magán használatra. Uo. 1880.
- A világító kőről. Uo. 1883. (Népszerű természettud. Előadások 38.).
- A fotografozásról. Uo. 1884.